# Antoni Gałecki
Antoni Gałecki (Łódź, 1906. június 4. – Łódź, 1958. december 14.), lengyel válogatott labdarúgó.
A lengyel válogatott tagjaként részt vett az 1936. évi nyári olimpiai játékokon és az 1938-as világbajnokságon.

## Pályafutása

### Klubcsapatokban
Łódźban született, 1922-ben került az ŁKS Łódź csapatához, és négy évvel később a csapat meghatározó védője lett. 1939-ig játszott a Rycerze Wiosny együttesében, és több mint 400 mérkőzésen lépett pályára. Ezek közül több találkozón ő volt a csapatkapitány.

### A válogatottban
A lengyel válogatott mezét 22 mérkőzésen viselte. Debütálására 1928. október 27-én került sor Prágában, Csehszlovákia ellen.
Az 1936-os berlini olimpiai játékokon válogatott egyik kulcsvédője volt, aki minden mérkőzésen részt vett (3–0 Magyarország ellen, 5–4 Nagy-Britannia ellen, 1–3 Ausztria ellen és 2–3 Norvégia ellen). Lengyelország a tornán a 4. helyen végzett.
Az 1938-as labdarúgó-világbajnokság selejtező mérkőzésein is játszott. Varsóban Lengyelország 4–0-ra legyőzte Jugoszláviát. A visszavágón, Belgrádban a jugoszlávok ugyan 1–0-ra győztek, de 4–1-es gólaránnyal a lengyelek kvalifikálták magukat. 1938. június 5-én a Brazília elleni legendás világbajnoki mérkőzésen is játszott Strasbourgban, Franciaországban. A lengyelek 6–5-ra kikaptak, de a mérkőzést többen a lengyel válogatott egyik legjobb teljesítményének tartják.

### További sorsa

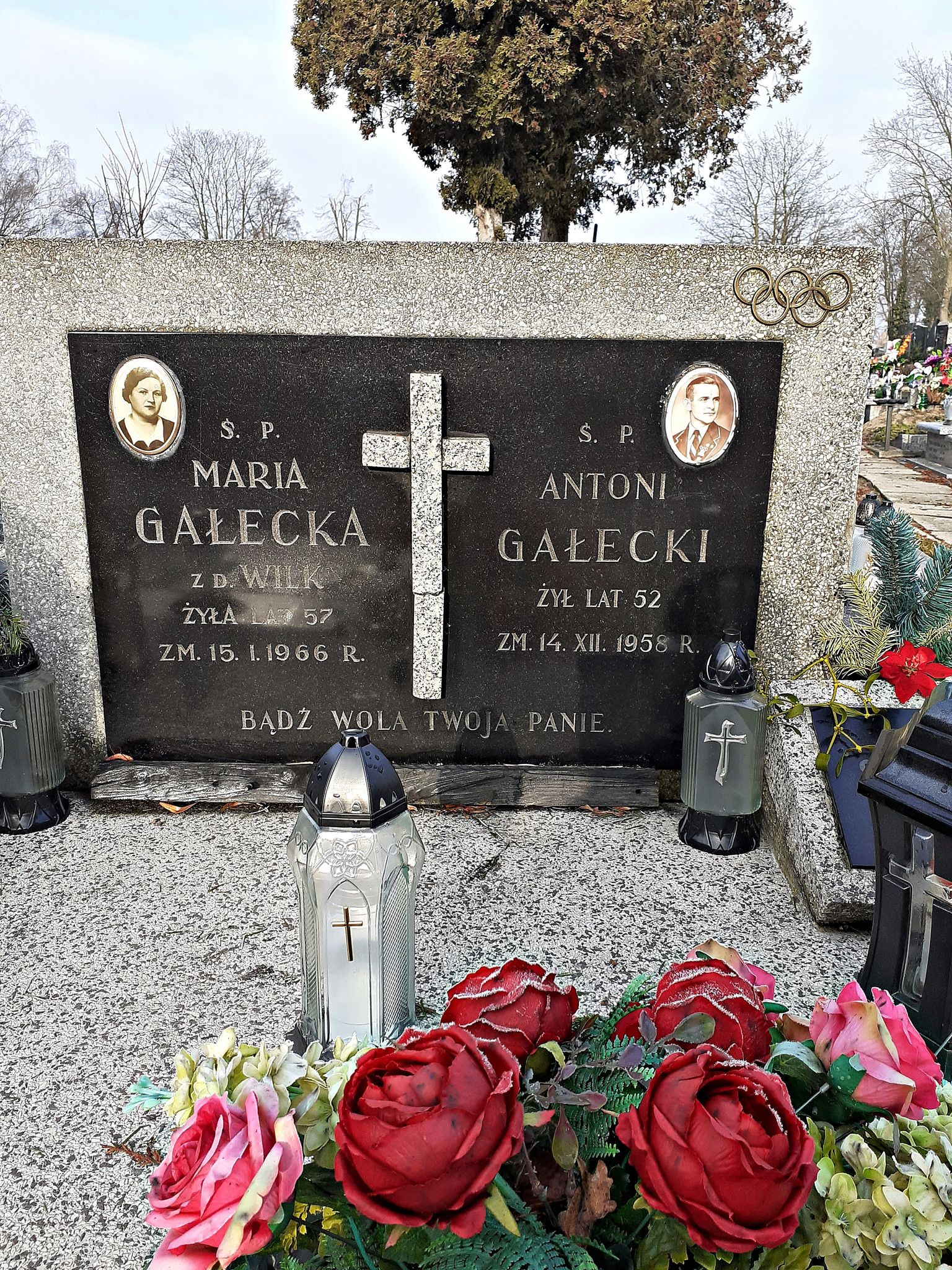
A sírja Łódźban

1939 augusztusában aktív katonai szolgálatra hívták be, és az 1939. szeptemberi lengyelországi hadjáratban harcolt. Egerben hadifogolytáborban tartották fogva, de Jugoszlávián és Görögországon keresztül sikerült megszöknie, és eljutott Palesztinába, ahol a lengyel 2. hadtest katonája lett, Tobruknál és Monte Cassinónál harcolt. A háború után 1947-ben visszatért szülővárosába. 1958-ban Łódźban halt meg.

## Fordítás
- Ez a szócikk részben vagy egészben  az   Antoni Gałecki című angol Wikipédia-szócikk ezen változatának fordításán alapul.  Az eredeti cikk szerkesztőit annak laptörténete sorolja fel. Ez a jelzés csupán a megfogalmazás eredetét és a szerzői jogokat jelzi, nem szolgál a cikkben szereplő információk forrásmegjelöléseként.